# TV조선 뉴스 10
《TV조선 뉴스 10》은 평일 오전 10시에 방영했던 TV조선의 뉴스 프로그램이었다.

## 앵커
- 김명우
- 윤우리

## ED 멘트
ED 멘트에는 김명우 앵커가 "뉴스9 마칩니다"를 멘트로 하며, 윤우리 앵커가 다음 방송 고지의 "곧이어 <김광일의 신통방통>가 방송됩니다"를 멘트로 하였다.

## 동시간대 경쟁 뉴스 프로그램
- SBS 1010 뉴스, SBS 생활경제 (SBS)
- 뉴스포커스 (연합뉴스TV)
- 뉴스파이터, 전국 네트워크 (MBN)
- 이슈 투데이 (채널A)
- 지구촌 뉴스 (KBS 2TV)

| TV조선 평일 프로그램 |                |                |
| 이전                 | TV조선 뉴스 10 | 다음           |
| 김광일의 신통방통    | TV조선 뉴스 10 | 3488 오늘!     |
| 오전 8시 40분        | 오전 10시      | 오전 11시 10분 |
|                      |                |                |